# Académie des sciences de Sienne
Pour les articles homonymes, voir Accademia.
 (décembre 2023).
Si vous disposez d'ouvrages ou d'articles de référence ou si vous connaissez des sites web de qualité traitant du thème abordé ici, merci de compléter l'article en donnant les références utiles à sa vérifiabilité et en les liant à la section « Notes et références ».
L’Académie des sciences de Sienne (en italien : Accademia delle Scienze di Siena, également appelée Accademia dei Fisiocritici) est une académie italienne fondée au XVIIe siècle à Sienne.

## Histoire
Dans le but de promouvoir les analyses du monde physique à la lumière de la méthode expérimentale, l'académie est fondée le 17 mars 1691 par Pirro Maria Gabrielli, doyen de médecine, de biologie et de botanique.
À sa fondation, son siège est à l'hôpital Santa Maria della Scala, avant d'être déplacé en 1694 auprès de la Sapienza où, quelques décennies plus tard, Gabrielli réalise la méridienne siennoise dite Eliometro fisiocritico, plaçant Sienne à la quatrième place[pas clair] en Europe, après Rome, Paris et Bologne.
Le tremblement de terre de 1798 rend nécessaire le déplacement de son siège, placé définitivement en 1816 à l'ancien couvent Santa Mustiola, situé rue Pier-Andrea-Mattioli.
Aujourd'hui ses locaux abritent de précieux échantillons géologiques, minéralogiques, paléontologiques et zoologiques visibles dans le musée d'histoire naturelle.
On peut y voir, par exemple la météorite qui tomba sur la région le  16 juin 1794 à 19 h 00, au sud-est de la ville, récoltée et étudiée par Ambrogio Soldani.
Sa devise est :  « e Veris quod possit vincere falsa. ».

## Honneur
L'astéroïde (475696) Fisiocritico est nommé en son honneur.